# El Barco de Vapor (colección)
El Barco de Vapor es una colección de literatura infantil dirigida a niños de entre 6 y 12 años publicada por Ediciones SM. Nació en 1978 y fue la primera colección específica de literatura infantil creada en España.[cita requerida] Con el tiempo se ha convertido en un referente de la literatura infantil y juvenil, tanto nacional como internacional.[cita requerida]
En esta colección se publican los libros galardonados con el Premio de Literatura Infantil El Barco de Vapor, convocado por la Fundación SM.[cita requerida]
Actualmente, todos los países en los que SM está presente, Chile, Brasil, Alemania, Argentina, Colombia, España, México, Perú, Puerto Rico y República Dominicana, alimentan esta colección con sus propios títulos y autores. El Barco de Vapor se publica, además, en catalán (El Vaixell de Vapor), gallego (O Barco de Vapor) y euskera (Baporea).

## Series
Los títulos de El Barco de Vapor se agrupan por edades y capacidad lectora, en distintas series. Para que padres, profesores y niños tengan una orientación clara sobre las lecturas más apropiadas, las series se ordenan por colores.[cita requerida]

### Serie Blanca
La serie blanca está pensada para niños a partir de 4-6 años, que están empezando a leer. Estos libros contienen líneas cortas de texto, con una tipografía grande, vocabulario adaptado y una fuerte presencia de ilustraciones a color, que ayudan a comprender el texto y favorecen la educación estética del lector. Las novelas de la serie blanca suelen ocupar entre 32 y 70 páginas.

### Serie Azul
La serie azul está dirigida a los niños que ya saben leer (a partir de 7 años). Estos libros son cortos, tienen una letra grande e ilustraciones en color, que ayudan a comprender el texto. Los textos de la serie azul suelen ocupar entre 64 y 90 páginas.

### Serie Naranja
La serie naranja de El Barco de Vapor está pensada para niños a partir de 9 años o más que se atreven con textos más largos. Son novelas con una extensión que puede superar las 200 páginas. Las ilustraciones son en blanco y negro y van escalonadas a lo largo del texto.

### Serie Roja
La serie roja está dirigida a niños a partir de los 12 años de edad, lectores expertos que disfrutan de la lectura. En estas novelas, el contenido y la forma tienen una importancia similar. Pueden alcanzar las 256 páginas.

## Autores
En la colección El Barco de Vapor han publicado algunos de los autores de literatura infantil y juvenil más destacados como Montserrat del Amo, Fina Casalderrey, Laura Gallego, José Antonio Francés, Agustín Fernández Paz, Santiago García-Clairac, Alfredo Gómez Cerdá, Fernando Lalana, Jordi Sierra i Fabra, Juan Muñoz Martín y Dav Pilkey.
En los más de 40 años que han trascurrido desde que nació El Barco de Vapor, se han vendido cerca de 45 millones de ejemplares de la colección. Los títulos más vendidos son Fray Perico y su borrico, de Juan Muñoz Martín, del que se han vendido más de un millón de ejemplares y que lleva más de 50 ediciones y El Pirata Garrapata, del mismo autor, que ha vendido más de 500.000 ejemplares.

## Temática
En los libros de Barco de Vapor abundan distintas temáticas: el misterio, el humor, las aventuras o historias enclavadas en la vida cotidiana. 